# Starkville, Mississippi
Starkville är administrativ huvudort i Oktibbeha County i Mississippi. Orten har fått namn efter militären John Stark. Vid 2010 års folkräkning hade Starkville 23 888 invånare.

## Kända personer från Starkville
- Kim Hill, sångare
- Hayes Jones, friidrottare
- Ray Mabus, politiker
- Jerry Rice, utövare av amerikansk fotboll